# Eustace Budgell
Eustace Budgell est un écrivain et homme politique britannique, né le 19 août 1686 à Saint-Thomas près d'Exeter et décédé à Londres le 4 mai 1737.

## Biographie
Il fait ses études à l'Université d'Oxford. Cousin de Joseph Addison qui l'emmène en Irlande, il travaille avec lui et Richard Steele au Tatler, au Spectator et au Guardian puis fonde L'Abeille (The Bee), un journal politique.

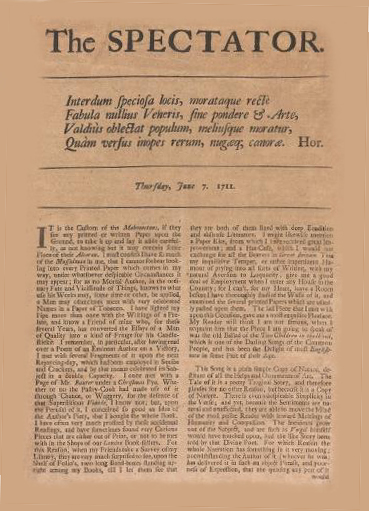
The Spectator du 7 juin 1711

De 1715 à 1727, il est député à la Chambre des communes irlandaise.
Entré dans de profondes querelles avec Pope, il se ruine en investissant dans la Compagnie des mers du Sud et se suicide en se jetant d'un bateau au London Bridge.

## Œuvres
On lui doit une traduction des Caractères de Théophraste.
- A Letter to the Lord ****, 1718
- A Letter to the Craftsman, 1730
- A Letter to His Excellency Mr. Ulrick D'Ypres, 1731
- The Second Part of Liberty and Property : A Pamphlet, 1732
- A Short History of Prime Ministers in Great Britain, 1733
- Memoirs of the Life and Character of the late Earl of Orrery, 1737